# Roger Giraud
Pour les articles homonymes, voir Giraud.
Roger Giraud ou Girod, né le 14 avril 1909 à Mérindol et mort le 1er septembre 1944 à Meximieux, tué au combat au cours de la bataille de Meximieux,, est un militaire et un résistant français des maquis de l'Ain et du Haut-Jura. 

## Biographie
Après une préparation à l'école préparatoire d'Autun, il devient militaire. Il s'engage alors pour cinq ans et intègre le 141e régiment d'infanterie puis le 6e régiment de tirailleurs marocains. Il est alors sergent jusqu'à décembre 1930 quand il devient Sergent-chef puis Adjudant en février 1937.
Il participe activement à la Bataille de France. À la suite de la défaite, il intègre la Résistance dans laquelle il s'occupe de la réception de parachutages anglais ; en mai 1944, il rejoint le maquis de l'Ain et du Haut-Jura. Il est alors le commandant du bataillon Colin. Combattant à la bataille de Meximieux, il est tué au combat le 1er septembre 1944.
Roger Giraud était marié et avait deux enfants.

## Hommages
- Il y a une place du Lieutenant Giraud à Meximieux[2].

- Roger Giraud est Chevalier de la Légion d'honneur à titre posthume et titulaire de la croix de guerre 1939-1945 avec palme[2].

- Son nom est inscrit sur le monument aux morts de Mérindol, sa ville natale[3].